# 劫數難逃
《劫數難逃》（前稱：壹獄2：劫數難逃）是2023年上映的香港犯罪片，改编自高登讨论区会员小姓奴的小说《一獄一世界》；由孙立基執導，張繼聰、鄭浩南、張建聲、黄光亮、蔡瀚亿、林雪主演；在電影分級下為IIB級。本片跟上集較不同，上集是較喜剧的，本集氣氛是較黑暗的。
電影於2022年8月21日舉行拜神儀式，同年9月21日舉行殺青宴。於2023年9月28日，本片完成送檢，並於同年11月18日在内地網絡電影方式上映。

## 劇情
一個小公司的經理孫逸辰（張繼聰 飾），被派往扎多爾共和國出差，身后有個女祕書跟著他。豈料一次被陷害姦殺女祕書，被送往扎多爾的監獄判監。在獄中的治安十分差，一入獄便被監獄老大司徒標（黃光亮 飾）周旋，並被兇殘無比的典獄長馬多薩（鄭浩南 飾）針對。幸好的是，孫逸辰被獄警之一的胡海（張建聲 飾）保護，並認識了情報王伍仔（蔡瀚億 飾）。一次，監獄的化糞池爆裂，令孫逸辰、伍仔及司徒打算一起逃獄，他們計划也定好了，就在這時，霍亂突然爆發，很多人也受到感染，孫逸辰就利用這點，開始獲得典獄長的信任，也在這點，孫逸辰從中慢慢進行逃獄計划，逃出這個兇殘無比的黑獄...

## 演员
| 演員   | 角色               |
| 張繼聰 | 孫逸辰             |
| 張建聲 | 胡海               |
| 黃光亮 | 司徒標（司徒）     |
| 鄭浩南 | 典獄長（馬多薩）   |
| 蔡瀚億 | 伍仔               |
| 林雪   | 白頭               |
| 林子傑 | 阿華               |
| 符蓉兒 | 華遙（孫逸辰妻子） |
| 鄒文正 | 大強               |
| 李靜儀 | 欣欣（伍仔妻子）   |
| 鄧沛楠 | 拖鞋勝             |
| 張松枝 | 黃法               |
| 陸春曉 | 阿華妻子           |
| 張翠茵 | Lisa               |
| 蘇天樂 | 伍仔兒子           |

## 電影分級
| 國家/地區 | 分級 |
| 香港      | IIB  |
| 澳門      | C    |

## 外部連結
- 香港影庫上《劫數難逃》的資料（繁體中文）
- 豆瓣电影上《劫數難逃》的資料 （简体中文）
- 互联网电影数据库（IMDb）上《劫數難逃》的资料（英文）